# Amparo Merino
María Amparo Merino Segovia, conocida como Amparo Merino (Cantimpalos, 1965), es una profesora universitaria española de derecho del trabajo y el trabajo social. Es secretaria de Estado de Economía Social del Ministerio de Trabajo y Economía Social del Gobierno de España desde 2023, primera en desempeñar este cargo de nueva creación.

## Biografía
Licenciada en Derecho por la Universidad Complutense de Madrid y y Doctora en Derecho por la Universidad de Castilla-La Mancha. Es catedrática del área del Derecho del Trabajo y la Seguridad Social, adscrita al Departamento del Derecho del Trabajo y Trabajo Social de la Universidad de Castilla-La Mancha. Además está especializada en derecho sindical y es técnica en prevención de riesgos laborales.
Está muy vinculada al ámbito del Derecho del Trabajo como docente y divulgadora. Es experta en las áreas de negociación colectiva, la responsabilidad social de las empresas, los derechos de las personas trabajadoras en la era digital, la igualdad y la conciliación. Ha realizado estancias de larga duración en las Universidades de Siena, Catania y Bolonia, y ha sido visitante en otros centros de investigación extranjeros de renombre. Es autora o coautora de cerca de una veintena de publicaciones y ha elaborado 15 informes jurídicos en materia laboral para diferentes organismos e instituciones. También ha desarrollado una decena de proyectos de investigación.
Fue decana de la Facultad de Ciencias Sociales en el campus de Cuenca durante cinco años hasta 2021, cuando fue designada consejera experta del Grupo Tercero del Consejo Económico y Social (CES) de España, cargo que ocupó hasta 2023.
Además tiene experiencia en el ámbito latinoamericano al ser miembro desde 2010 del Tribunal Internacional de Libertad Sindical de México y desde 2021 de la Comisión Internacional de la Red Iberoamericana por la dignidad en el trabajo y en las organizaciones.
Fue la número 3 de Sumar en la candidatura al Congreso por la circunscripción conquense, en las elecciones generales del 23 de julio de 2023.
En noviembre de 2023 fue nombrada secretaría de Estado de Economía Social del Ministerio de Trabajo y Economía Social del Gobierno de España, por la titular Yolanda Díaz. El cargo fue de nueva creación para aumentar el peso de la economía social dentro del MITES, que hasta ese momento era una dirección general. El nombramiento contó con el apoyo del sector a través de CEPES, la Confederación Empresarial Española de la Economía Social, que aglutina la representación del modelo económico que supone el 10% del PIB español.
En 2024 fue la promotora del Hub de vanguardia de la Economía Social.

## Obra literaria
Entre muchas otras publicaciones, destacan sus libros:
- Desplazamiento de trabajadores en la Unión Europea: estado actual y nuevos horizontes. Óscar Contreras Hernández (autor), Amparo Merino Segovia (prólogo a la obra). Bomarzo, 2020. ISBN 978-84-18330-15-5
- Memento práctico Francis Lefebvre: Tiempo de trabajo. María Areta Martínez, Francisco Castillo Baiges,  Amparo Merino Segovia y otros. Francis Lefebvre, 2020.  978-84-18190-90-2
- Negociación colectiva. Amparo Merino Segovia. Albacete : Altabán, 2004. ISBN 84-933576-8-5
- Régimen legal y convencional de los acuerdos de empresa. Amparo Merino Segovia. Wolters Kluwer España, 2001. ISBN 84-9725-004-4
- La estructuración legal y convencional de la negociación colectiva. Amparo Merino Segovia. Madrid : Civitas, 2000. ISBN 84-470-1480-0